# 5619 Shair
5619 Shair eller 1990 HC1 är en asteroid i huvudbältet som upptäcktes 26 april 1990 av den amerikanske astronomen Eleanor F. Helin vid Palomar-observatoriet. Den är uppkallad efter Fredrick H. Shair.
Asteroiden har en diameter på ungefär 11 kilometer.